# Vilanova de Meià
Vilanova de Meià (em catalão e oficialmente) ou Vilanova de Meyá (em castelhano) é um município da Espanha na comarca de Noguera, província de Lérida, comunidade autónoma da Catalunha. Tem 73,9 km² de área e em 2021 tinha 427 habitantes (densidade: 5,8 hab./km²).

## Demografia
| Variação demográfica do município entre 1991 e 2005 [carece de fontes?] | Variação demográfica do município entre 1991 e 2005 [carece de fontes?] | Variação demográfica do município entre 1991 e 2005 [carece de fontes?] | Variação demográfica do município entre 1991 e 2005 [carece de fontes?] |
| ----------------------------------------------------------------------- | ----------------------------------------------------------------------- | ----------------------------------------------------------------------- | ----------------------------------------------------------------------- |
| 1991                                                                    | 1996                                                                    | 2001                                                                    | 2004                                                                    |
| 499                                                                     | 485                                                                     | 424                                                                     | 433                                                                     |